# Liste des abbés de Saint-Pierre de Marcilhac-sur-Célé
L'Abbaye Saint-Pierre de Marcilhac-sur-Célé a vu se succéder, à sa tête, 39 abbés. 

## Abbés
La liste des abbés est celle établie par le chanoine Edmond Albe.
1. Étienne
2. G (Géraud ?)
3. Gausbert Ier
4. Guilabert, autour de 1078
5. Gomber, autour de 1090
6. Gausbert II, autour de 1113
7. Ratier de Luzech, autour de 1120
8. Aymeric, autour de 1170
9. Gausbert III, autour de 1181
10. Géraud II, autour de 1190
11. Gibily, autour de 1215
12. Raymond Ier de Goudou, autour de 1233
13. Guillaume Ier de Saint-Bressou, autour de 1253 et 1283
14. Guillaume II de Boissières, autour de 1286 et 1300
15. Bertrand de Bouyssou, autour de 1311
16. Réginald de Concots, 1319-1345
17. Niel de La Garde, 1345-1383
18. Jean Stéphani, 1383-1395
19. Gasbert Ier de Vayrac, 1395-1402
20. Raymond II d'Hébrard de Saint-Sulpice, 1402-1403
21. Roger de La Tour, 1403-1404
22. Gausbert II de La Garde, 1404-1417
23. Raymond III d'Hébrard, 1417-1461
24. Guillaume III d'Hébrard, 1462-1494
25. Guillaume IV d'Hébrard, 1494-1496
26. Frotard d'Hébrard, 1496-1517
27. Jean II d'Hébrard, 1517-1547
28. Jean III d'Hébrard, 1547-1547
29. Christophe d'Hébrard, 1547-1594
30. Antoine Ier d'Hébrard de Saint-Sulpice, 1594-1600, évêque de Cahors
31. François Dumont (Jean IV ?), 1602-1615?
32. Raymond IV Gervais, 1615-1622
33. Antoine II de Bourbon, comte de Moret, 1622-1627
34. Silvestre de Cruzy de Marcillac, 1627-1628, évêque de Mende
35. Philippe de la Fontaine, 1630-1666
36. Humbert Ancelin, 1666-1720
37. Alphonse-François de Simiane, 1720-1742
38. Jean-Antoine Quesnel, 1742-1772
39. François-Xavier de Zélada, 1772-1790